# 库瓦-塔瓦基特-塔尔帕罗地区
库瓦-塔瓦基特-塔尔帕罗地区（英語：Couva–Tabaquite–Talparo region）是特立尼达和多巴哥的9个地区之一，位于特立尼达岛中部，北邻查瓜纳斯和图纳普纳-皮亚尔科地区，东临大桑格雷地区和马亚罗-里奥克拉罗地区，南毗圣费尔南多和王子镇地区，西接帕里亚湾，首府设于库瓦，面积723平方公里，2011年人口178,410，人口密度每平方公里247人。
1. ↑  . Digital Legislative Library. Government of the Republic of Trinidad and Tobago.   [28 May 2021].